# 시몬 퓌틀리크
시몬 보게토프트 퓌틀리크(덴마크어: Simon Bogetoft Pytlick, 2000년 12월 11일~)은 덴마크의 핸드볼 선수로 포지션은 레프트백이다. 현재 핸드볼 분데스리가의 SG 플렌스부르크한데비트와 덴마크 국가대표팀 소속으로 활동하고 있다.
덴마크 대표팀의 일원으로서 2024년 하계 올림픽 금메달을 획득했으며 2023년 세계 선수권 대회에서 우승을 차지했다.